# Bankenbegriff im schweizerischen Recht
Eine Bank nach der pragmatischen Definition des schweizerischen Recht ist, wer dem schweizerischen Bankengesetz unterworfen ist. Es fasst Banken, Privatbankiers und Sparkassen unter dem Begriff Banken zusammen, und umfasst somit das gesamte Schweizer Bankwesen. Kernelement der Bankentätigkeit ist die gewerbsmässige Entgegennahme von Publikumseinlagen. Das Hauptziel der gesetzlichen Regulierungen ist der Schutz der Anleger. Für die Aufnahme einer Bankengeschäftstätigkeit muss eine Bankenbewilligung vorliegen. Nebst den Bewilligungsvoraussetzungen des Bankengesetz müssen auch die erweiterten Auskunftspflichten und Mindestanforderungen gemäss Nationalbankengesetz dauernd eingehalten werden.
Bewilligungsvoraussetzungen sind u. a.:
- Der Geschäftstätigkeit entsprechende Verwaltungsorganisation
- Die Ausscheidung der dem Geschäftszweck und dem Geschäftsumfang entsprechenden Leitungsorgane
- Die Ausscheidung von unabhängigen Aufsichts- und Kontrollorganen, so dass eine sachgemässe Überwachung der Geschäftsführung gewährleistet ist
- Die mit der Verwaltung und Geschäftsführung der Bank betrauten Personen müssen einen guten Ruf geniessen und Gewähr für eine einwandfreie Geschäftstätigkeit bieten

Weitere Voraussetzungen zur Ausübung der Bankentätigkeit sind:
- Die Bank muss über angemessene Eigenmittel und Liquidität verfügen.
- Es dürfen keine existenzgefährdende Klumpenrisiken bestehen, d. h. die Ausleihungen einer Bank an einen einzelnen Kunden sowie die Beteiligungen an einem einzelnen Unternehmen müssen in einem angemessenen Verhältnis zu ihren eigenen Mitteln stehen.
- Für die Deckung von Verlusten und zur Vornahme von Abschreibungen ist von dem jährlichen Reingewinn ein Deckungsfonds zu speisen.
- Die Rechnungslegung und der Geschäftsbericht unterliegen neben dem Obligationenrecht den besonderen Bestimmungen des Bankengesetzes.

Die Geschäftstätigkeit der Banken wird laufend überwacht durch die Eidgenössische Finanzmarktaufsicht (FINMA), welche Anfang 2009 die Eidgenössische Bankenkommission als Aufsichtsbehörde abgelöst hat. Zur Wahrung des gesamtwirtschaftlichen Interesses unterliegen Banken in Fällen von begründeter Besorgnis einer Überschuldung besonderen Anweisungen der FINMA zur Abwendung der Insolvenzgefahr.